# امرأة وحيدة (فلم 1981)
امرأة وحيدة (بالبولندية: Kobieta samotna) فيلم دراما سياسي بولندي لعام 1981، من إخراج أجنيزكا هولاند Agnieszka Holland، وسيناريو لهولندا وماسيج كاربيسكي. يروي الفيلم قصة إيرينا التي تعيش في ضغوط وإهمال من المجتمع، بينما تربي ولدها غير الشرعي وتقيم علاقة مع متقاعد معاق، تحاول أن تعيش معه، لكن ضغط المجتمع يدفع الإثنين إلى أعمال سيئة.
تم إنتاج الفيلم قبل فرض الأحكام العرفية في بولندا، وعند صدوره كانت الظروف السياسية في بولندا لا تسمح بعرضه، ولذلك لم يعرض في بولندا حتى عام 1987، وبعد ذلك بعام حصل على ثلاثة جوائز صغيرة في مهرجان الفيلم البولندي: لأجنيزكا هولاند (جائزة لجنة التحكيم الخاصة) وماريا تشواليبوغ وبوغوسلاف ليندا (لأدوار التمثيل الرئيسية).

## طاقم التمثيل
ماريا تشواليبوج: في دور إيرينا ميسياك
بوغوسلاف ليندا: في دور جاسيك غروتشالا
باوي ويتشاك: في دور بوجدان ميسياك (ابن إيرينا)
بوزينا بارانوسكا: في دور مدرس
هنريك هانكو: في دور رجل في اجتماع المدرسة
سواوا كوانيفسكا: في دور عمة إيرينا
جيرزي كوزوفسكي: في دور رئيس الأمن في السفارة
بوهدان مجد: في دور مضيف جاسيك
جيرزي ماتولا: في دور ستيفان (رئيس مكتب البريد)
أندرزيج مروزيك: في دور كاهن
جيرزي تريلا: في دور والد بوجو

## أحداث الفيلم
إيرينا هي امرأة في منتصف العمر تعمل ساعية بريد في إحدى مقاطعات فروتسواف. تواجه كل يوم عددًا من الصعوبات والعقبات، وهي تعيش في منطقة سكنية متواضعة، وتواجه  عداوة ورفض جيرانها، وهي أيضا لاتحتمل مصاعب العمل، بالإضافة إلى ذلك، فهي تقوم بتربية طفلها الغير شرعي بمفردها. يتفاقم الوضع بسبب الإحباط بعد وفاة الخالة التي كانت ترعاها، حيث إتضح أن المتوفاة لم تدخر لها ميراثاً. تحدث التغييرات المفاجئة عندما تلتقي برجل أصغر منها سنًا، متقاعد معاق، وتظهر مشاعر الحب بين الإثنين. تتصاعد المشاكل في العمل، وتقرر إيرينا أن تتخذ خطوة يائسة، حيث تستولى على الأموال من الطلبات البريدية، وتسارع إلى جاسيك بعد أن تترك إبنها في المدرسة، بنية تنفيذ فكرة طالما راودتها وهي السفر إلى الخارج، وفي الطريق بالسيارة، تتعرض لحادث مروري، وفي مواجهة الإعتقال الوشيك بتهمة السرقة، يقتل جاسيك إيرينا في غرفة الفندق، وفي يأس يذهب إلى السفارة الأمريكية مطالبًا باللجوء إلى الولايات المتحدة وهناك يتم إعتقاله.

## الجوائز
مهرجان الأفلام الروائية البولندية 1988:Polish Film Festival
أفضل ممثل بوغوسلاف ليندا
أفضل ممثلة ماريا تشواليبوج
جائزة لجنة التحكيم الخاصة للمخرجة أجنيزكا هولاند.
جائزة رئيس لجنة الإذاعة والتلفزيون 1988: ماريا شواليبوغ

## روابط خارجية
- امرأة وحيدة على موقع IMDb (الإنجليزية)
- امرأة وحيدة على موقع روتن توميتوز (الإنجليزية)
- امرأة وحيدة على موقع Turner Classic Movies (الإنجليزية)
- امرأة وحيدة على موقع أول موفي (الإنجليزية)
- امرأة وحيدة على موقع قاعدة بيانات الفيلم (الإنجليزية)
- امرأة وحيدة على موقع ليتربوكسد (الإنجليزية)
- امرأة وحيدة على موقع كينوبويسك (الروسية)